# 12twelve
12twelve es una banda española de Rock formada en Barcelona (Cataluña) por Jaume L. Pantaleón (guitarra), Javier García (bajo), José Roselló (batería) y Jens Neumaier (saxo y teclado).

## Biografía
Nacida en 1998, la banda grabó su primera maqueta en diciembre del mismo año con el productor David Rodríguez, integrante del grupo Beef.
En junio de 2001 salió al mercado su primer álbum llamado Tears, Complaints and Spaces, que fue publicado en el sello BOA Music. En esta época dieron conciertos junto a bandas como Mogwai, 90 Day men y Do make say think.
En 2002 editaron un álbum compartido junto a la banda bilbaína Ya te digo titulado Doppler y editado en Astro Discos. Después de ganar un año más tarde el premio a la mejor banda en el concurso Villa de Bilbao, el grupo viajó a Chicago para grabar su nuevo material con Steve Albini, miembro de la banda Shellac y conocido por sus producciones para artistas como Nirvana, Pixies, PJ Harvey, Sonic Youth, o Godspeed You! Black Emperor. El álbum, titulado Speritismo, fue grabado en junio y sacado a la venta en octubre y supuso su primera fusión de post-rock y jazz.
En 2006 grabaron su cuarto álbum con el sello Acuarela, titulado L'Univers, orientado definitivamente al jazz.
Con este disco, la banda tocó en los principales festivales del país: FIB, Sónar, Primavera Sound y Metrorock. En marzo del mismo año aparecieron en la portada de la revista Rockdelux, para poco después realizar una gira por Italia. En el mismo año de 2006, grabaron con la cantante Rosa López el tema "Una eternidad", editado en el álbum De Benidorm A Benicàssim.
El grupo catalán decidió cesar definitivamente su actividad en el 2008, no sin antes despedirse con un concierto en la ciudad que los vio crecer como banda, Barcelona, llevado a cabo durante la edición del Primavera Club '08.

## Discografía
- Tears, Complaints And Spaces (2001)
- Doppler (2002) - Compartido con el grupo Ya te digo.
- Speritismo (2003)
- L'Univers (2006)